# Струґа (Хойницький повіт)
Струґа (пол. Struga, нім. Fließbrück) — село в Польщі, у гміні Черськ Хойницького повіту Поморського воєводства.
У 1975-1998 роках село належало до Бидгощського воєводства.